# フランスSS突撃大隊
フランスSS突撃大隊（独：Französische SS-Sturmbataillon）は、第二次世界大戦（独ソ戦）末期ドイツ国（ナチス・ドイツ）の武装親衛隊フランス人義勇兵部隊（1945年4月末のベルリン市街戦でソビエト赤軍と交戦した武装親衛隊フランス人義勇兵1個大隊）。
1945年3月に東部戦線のポメラニアで壊滅した第33SS所属武装擲弾兵師団「シャルルマーニュ」（33. Waffen-Grenadier-Division der SS „Charlemagne“）の生存者の中で戦闘継続を希望した約300名の将兵で構成。アンリ・フネSS義勇大尉（SS-Frw. Hstuf. Henri Fenet）を指揮官として1945年4月末のベルリン市街戦に参加し、ベルリン市街南東～中央部（ノイケルン区、テンペルホーフ区、クロイツベルク区、ミッテ区）における市街戦で赤軍戦車を50輌以上（資料・文献によっては60輌、62輌）撃破した。
彼らと共にベルリンに到着し、現地で戦闘中の第11SS義勇装甲擲弾兵師団「ノルトラント」の師団長に就任したフランスSS部隊総監・元「シャルルマーニュ」師団長グスタフ・クルケンベルクSS少将（SS-Brigf. Gustav Krukenberg）は戦後、ベルリン市街戦における武装親衛隊フランス人義勇兵の奮戦を次のように総括した。
| 「 | フランス人たちがいなかったら、ロシア軍は8日早くベルリンを制圧していただろう･･･ | 」 |

## 背景

### 1945年3月　「シャルルマーニュ」師団壊滅・再編成
独ソ戦末期の1945年3月初旬から中旬の間、武装親衛隊の第33SS所属武装擲弾兵師団「シャルルマーニュ」はポメラニア戦線で圧倒的多数のソビエト赤軍と交戦し、師団の主要な将校（初代師団長、師団参謀長、連隊長2名、大隊長多数、その他）を含む約5,000名の将兵を失って壊滅した。
ポメラニアで散り散りになった「シャルルマーニュ」師団の生存者は個人もしくはグループで行動し、それぞれ陸路や海路でドイツ本土への撤退を試みた。これらの生存者の中で最大のグループは、フランスSS部隊総監兼2代目師団長グスタフ・クルケンベルクSS少将と歴戦のフランス人将校アンリ・フネSS義勇中尉に率いられていた行進連隊第Ⅰ大隊（Ier Bataillon / Régiment de Marche）であった。この行進連隊第Ⅰ大隊（将兵約800名）は3月中旬にバルト海沿岸部の都市ディフェノ（Dievenow、現ジブヌフ(Dziwnów)）経由でドイツ北部へ撤退することに成功した。
1945年3月24日、先のポメラニア戦線で大損害を被った「シャルルマーニュ」師団の生存者はノイシュトレーリッツ（Neustrelitz）に移動し、師団司令部をカルピン（Carpin：ベルリンから約90キロメートル北に位置する町村）に設置。1個連隊規模に減少した「シャルルマーニュ」師団の将兵はカルピン周辺に駐屯し、訓練や対戦車障害物建設工事に従事して時を過ごした。

### 1945年4月24日未明　出撃命令通達
1945年4月16日朝、ソビエト赤軍はオーデル川沿いに展開するドイツ第9軍と第4装甲軍に対する大攻勢を開始した（ゼーロウ高地の戦い）。ベルリンの戦いの前哨戦であるこの戦いでドイツ軍部隊は後退しつつ頑強に抵抗したが、19日に赤軍はドイツ軍戦線を突破し、間もなくドイツ国の首都ベルリン（Berlin）を包囲した。
1945年4月24日午前3時頃、ドイツ北部駐屯中の「シャルルマーニュ」師団のもとへ、赤軍包囲下のベルリンから複数の出撃命令がテレグラムで通達された。そのうちの1つの内容は次の通り（総統大本営から通達された出撃命令のうちの1つ（アドルフ・ヒトラー総統の署名入りテレグラム）の存在は、ヒトラーの個人副官オットー・ギュンシェSS少佐（SS-Stubaf. Otto Günsche）によって戦後に証明された）。
しかし、「シャルルマーニュ」師団の手元には師団将兵（この時点で約1,000名）全員に行き渡るほど十分な量の武器が無く、また、全員を輸送するほど十分な量の交通手段（車輌）も無かった。これらの事情により、赤軍包囲下のベルリンへ直ちに出撃可能な部隊は「シャルルマーニュ」師団の一部のみであった。

## フランスSS突撃大隊の騎士鉄十字章受章者

### 第二次世界大戦最後の騎士鉄十字章
1945年4月29日、ベルリン・ミッテ区のベルリン地下鉄シュタットミッテ駅（U-Bahnhof Stadtmitte）に設置されている「ノルトラント」師団司令部の中で、「ノルトラント」師団長グスタフ・クルケンベルクSS少将は不安感に苛まれていた。ベルリン防衛司令官ヘルムート・ヴァイトリング砲兵大将が催す作戦会議に参加せよとの命令も無く、師団司令部には無線機も設置されていないという状況の中、クルケンベルクが外界の情報を得るにはフランスSS突撃大隊指揮官アンリ・フネSS義勇大尉や、戦術学校指揮官ヴィルヘルム・ヴェーバーSS中尉から送られてくる伝令に頼るほかなかった。
そのようにしてもたらされた情報によって、クルケンベルクはフランス人義勇兵ウジェーヌ・ヴォロ武装伍長（W-Uscha. Eugène Vaulot）が市街戦中に合計8輌の赤軍戦車を撃破したことを知り、ヴォロを騎士鉄十字章受章者候補に推薦した。
1945年4月29日午後、シュタットミッテ駅構内の地下鉄車輌内において「ノルトラント」師団長グスタフ・クルケンベルクSS少将は、「短いローソクのゆらめく光の中で」ウジェーヌ・ヴォロ武装伍長に騎士鉄十字章を授与した。クルケンベルクは戦後に著した回顧録の中で、1945年4月29日の出来事を次のように述べている。
しかし、武装親衛隊の騎士鉄十字章受章者について述べたErnst-Günther Krätschmerの著書 « Die Ritterkreuzträger der Waffen-SS »（初版：1950年～第5版：2002年）によると、同じく1945年4月29日にウジェーヌ・ヴォロ武装伍長とフリードリヒ・ヘルツィヒSS少佐以外にも騎士鉄十字章を授与された者がおり、その中には
- フランスSS突撃大隊指揮官　アンリ・フネSS義勇大尉（SS-Frw. Hstuf. Henri Fenet）
- 戦術学校指揮官　ヴィルヘルム・ヴェーバーSS中尉（SS-Ostuf. Wilhelm Weber）
- 戦術学校第2分隊長　フランソワ・アポロ武装曹長（W-Oscha. François Apollot(Appolot)）※ 第6版（2012年度改訂版）で騎士鉄十字章受章者扱い取り消し

も含まれている。戦後のクルケンベルクは、戦時中の公式勲記が存在しないことを理由にウジェーヌ・ヴォロ以外のフランスSS突撃大隊の将兵（ヴェーバー、フネ、アポロ）に対する騎士鉄十字章授与が本当になされたのかどうかを疑問視したが、ヴェーバー、フネ、アポロに対して騎士鉄十字章が授与されたことを示唆する記録として以下の説が現在までに伝わっている。

### ヴィルヘルム・ヴェーバーに対する騎士鉄十字章授与

#### モーンケSS少将による勲章授与
ヴィルヘルム・ヴェーバーSS中尉、ヴィルヘルム・モーンケSS少将、パウル・パシュールSS大尉（SS-Hstuf. Paul Pachur：クルケンベルクSS少将の第1補佐）の目撃証言に基づく記録（Charles Georgenの著書）によると、1945年4月29日、ヴェーバーSS中尉は市街戦で負傷し、総統官邸の地下（総統地下壕）にある野戦病院へ搬送された。「前線から下がってきた将校の大多数のように」ヴェーバーもこの時、総統官邸の地下に司令部を置く「Z」地区（官庁街）防衛司令官モーンケSS少将に戦況を詳しく説明した。ヴェーバーの報告を聞いた後、モーンケは陸軍人事局（Heerespersonalamt (HPA)）責任者ヴィルヘルム・ブルクドルフ歩兵大将（Gen.d.Inf. Wilhelm Burgdorf）のもとへ赴き、フランスSS突撃大隊の将校・下士官数名に対する騎士鉄十字章授与の約束をとりつけた。
同日、ブルクドルフは書類にサインし、モーンケに勲記と勲章を手渡した。こうして、推薦が認められてから数時間も経たないうちにモーンケはヴェーバーに騎士鉄十字章を授与した。

#### 異説
Saint-Loup « Les Hérétiques »（Presses de la Cité, 1965）の記述によると、ヴェーバーSS中尉は1945年4月30日早朝に負傷し、親衛隊全国指導者地下壕を経て総統地下壕に運ばれた。
その際にヴィルヘルム・モーンケSS少将は、ウジェーヌ・ヴォロが騎士鉄十字章を授与されたことをヴェーバーに知らせ、さらに貴官（ヴェーバー）とアンリ・フネとフランソワ・アポロも騎士鉄十字章を授与されたと伝えた。そしてモーンケは、騎士鉄十字章授与に関する書類をグスタフ・クルケンベルクSS少将が受け取ることになっていると付け加えたが、結局クルケンベルクのもとに書類は届かなかった（Saint-Loupは、この書類は道中で紛失したか、もしくは最初から送られなかったためにクルケンベルクのもとへ届かなかったと説明している）。

### アンリ・フネに対する騎士鉄十字章授与

#### 口頭での授与約束
Jean Mabire « Mourir à Berlin »（Fayrad, 1975）の記述によると、1945年4月29日午後、「ノルトラント」師団のスカンディナヴィア人SS中尉がフランスSS突撃大隊本部を訪問した。この「類稀なお隣さん」（フランス人義勇兵たち）への賞賛の意を込めて、スカンディナヴィア人SS中尉はその場にいた者たちにワインボトルをプレゼントした。その際に彼はフランスSS突撃大隊指揮官アンリ・フネSS義勇大尉の補佐アルフレッド・ドゥールー武装連隊付上級士官候補生（W-StdObJu. Alfred Douroux）に対し、「フネ大尉は騎士鉄十字章の授与が約束されている」とささやいた。
もっとも、フネに対する騎士鉄十字章の授与はまだ公式に発表されていなかったため、スカンディナヴィア人SS中尉はこの知らせをフネ自身には伝えなかった（しかし、ドゥールーは終戦の直前にこの知らせをフネに伝えた）。それからフネは戦後に至るまで、騎士鉄十字章を授与されたことに関する情報は何も聞かされなかった。

#### 異説
フランスSS突撃大隊第3中隊長ピエール・ロスタン武装上級曹長（W-Hscha. Pierre Rostaing）の回顧録 « Le prix d'un serment »（La Table Ronde, 1975）p200の記述によると、1945年4月29日、ベルリン市街の図書館の地下室において大隊長アンリ・フネはロスタンのために一級鉄十字章の授与式を執り行ったが、その時のフネはグスタフ・クルケンベルクSS少将から授与された騎士鉄十字章を首に佩用していたという（ただし、この記述は裏付けが取れていない）。

### 総括
1945年4月29日、フランスSS突撃大隊戦術学校のフランス人義勇兵ウジェーヌ・ヴォロ武装伍長は、「ノルトラント」師団長グスタフ・クルケンベルクSS少将から直々に騎士鉄十字章を授与された（騎士鉄十字章授与が約束された武装親衛隊フランス人義勇兵（ヴォロ、フネ、アポロ）のうち、ベルリン市街戦の混乱状態の中で実際に騎士鉄十字章を授与された人物はウジェーヌ・ヴォロ武装伍長のみ）。

そして、1945年4月29日に負傷した戦術学校指揮官ヴィルヘルム・ヴェーバーSS中尉に対してはベルリン官庁街・総統官邸防衛司令官ヴィルヘルム・モーンケSS少将が騎士鉄十字章を授与したが、この公式勲記（受章証書）が存在していないために戦後のクルケンベルクはヴェーバーに対する騎士鉄十字章授与を疑問視した。さらに、フランスSS突撃大隊指揮官アンリ・フネSS義勇大尉と戦術学校第2分隊長フランソワ・アポロ武装曹長に対する騎士鉄十字章授与は口頭での授与約束であり、こちらも公式勲記が存在していない。そのため、彼らに対する騎士鉄十字章授与の事実を証明することは不可能であるが、「フネとヴェーバーとアポロもベルリン市街戦で騎士鉄十字章を受章した」が現在の通説である。

## 編成

### 大隊長（Commandeur）
| 就任          | 離任                 | 氏名・階級                                        |
| ------------- | -------------------- | ------------------------------------------------- |
| 1945年4月24日 | 1945年5月2日（捕虜） | アンリ・フネSS義勇大尉 SS-Frw. Hstuf. Henri Fenet |

### 大隊の編成
フランスSS突撃大隊の各部隊の指揮官および、氏名が判明している隊員の一覧。

#### 大隊本部（État Major）
| 大隊長 アンリ・フネSS義勇大尉（SS-Frw. Hstuf. Henri Fenet） - 大隊副官 ハンス＝ヨアヒム・フォン・ヴァレンロートSS中尉（SS-Ostuf. Hans-Joachim von Wallenrodt） - 第1補佐 ジャック・フランツSS義勇少尉（SS-Frw. Ustuf. Jacques Frantz） - 第2補佐 アルフレッド・ドゥールー武装連隊付上級士官候補生（W-StdObJu. Alfred Douroux） - 本部小隊長 リュシアン・アンヌカールSS義勇上級曹長（SS-Frw. Hscha. Lucien Hennecart） |

隊員
- ロジェ・アルベール＝ブリュネSS義勇伍長（SS-Frw. Uscha. Roger Albert-Brunet）
- クラウデ・カパルト武装伍長（W-Uscha. Claude Capard）（大隊書記）※ フラマン人。5月2日午後のベルリン脱出時は第3中隊長ピエール・ロスタン武装上級曹長のグループに同行
- フィンクSS伍長（SS-Uscha. Fink）（大隊書記）
- ギイ・ラコンブSS義勇伍長（SS-Frw. Uscha. Guy Lacombe：通称「ビク」(« Bicou »)）[19]
- ロジェ・ロベルティSS義勇伍長（SS-Frw. Uscha. Roger Roberti）（伝令）
- マックス・ヴァルターSS伍長（SS-Uscha. Max Walter）[20]（通訳）
- ピエール・ミレSS義勇兵長（SS-Frw. Rttf. Pierre Millet）（伝令班長）
- ジョルジュ・クーテュラン（Georges Couturin）
- その他

#### 第1中隊（1èrecompagnie）
| 中隊長 ジャン＝クレマン・ラブルデットSS義勇少尉（SS-Frw. Ustuf. Jean-Clément Labourdette） - 補佐 ジャン・コサールSS義勇連隊付上級士官候補生（SS-Frw. StdObJu. Jean Cossard） - 補佐 ジャン＝マリ・クロアジル武装連隊付上級士官候補生（W-StdObJu. Jean-Marie Croisile） - 第1小隊長 アンドレ・ブルミエSS義勇連隊付上級士官候補生（SS-Frw. StdObJu. André Boulmier） - 第2小隊長 マクシム・ド・ラカーズ武装連隊付上級士官候補生（W-StdObJu. Maxime de Lacaze） - 第3小隊長 ジャック・ル・メニャン・ド・ケランガSS義勇連隊付士官候補生（SS-Frw. StdJu. Jacques Le Maignan de Kérangat） |

隊員
- アルベール・ロブラン武装連隊付上級士官候補生（W-StdObJu. Albert Robelin）（第?小隊第?分隊長）
- クロード・クランSS義勇連隊付士官候補生（SS-Frw. StdJu. Claude Cren）（第1小隊第3分隊長）
- ルフェーヴル武装連隊付士官候補生（W-StdJu. Lefeuvre）
- ガブリエル・ジェラール武装伍長（W-Uscha. Gabriel Gerard）
- ジャン＝ルイ・ピュエクロンSS義勇伍長（SS-Frw. Uscha. Jean-Louis Puechlong）
- その他

#### 第2中隊（2èmecompagnie）
| 中隊長 ピエール・ミシェルSS義勇中尉（SS-Frw. Ostuf. Pierre Michel） - 第1小隊長 マルセル・アルディSS義勇連隊付士官候補生（SS-Frw. StdJu. Marcel Hardy） - 第2小隊長 ジャン＝フィリップ・ネロニSS義勇連隊付士官候補生（SS-Frw. StdJu. Jean-Philippe Neroni） - 第3小隊長 マルク・モングール武装曹長（W-Oscha. Marc Montgour） |

隊員
- ルネ・ビローSS義勇連隊付士官候補生（SS-Frw. StdJu. René Billot）
- レイモン・ブリュアSS義勇伍長（SS-Frw. Uscha. Raymond Bruhat）
- ベルナール・フォーデ武装伍長（W-Uscha. Bernard Fodé）（第3小隊第?分隊長）
- ジャン＝フランソワ・ラプロー武装伍長（W-Uscha. Jean-François Laplaud）（第3小隊フォーデ分隊）
- P=J・リシャール武装伍長（W-Uscha. P.-J. Richard）
- H・サヴィヤン武装伍長（W-Uscha. H. Savouillan）
- ディスパンSS義勇二等兵（SS-Frw. Schütze Dispans）
- ジャック・ロンジエ武装二等兵（W-Gren. Jacques Ronzier）
- その他

#### 第3中隊（3èmecompagnie）
| 中隊長 ピエール・ロスタン武装上級曹長（W-Hscha. Pierre Rostaing） - 補佐 ジャン・デュムラン武装連隊付上級士官候補生（W-StdObJu. Jean Dumoulin） - 第1小隊長 ラウル・ジノー武装連隊付上級士官候補生（W-StdObJu. Raoul Ginot） - 補佐 ジャン・マラルディエ武装連隊付上級士官候補生（W-StdObJu. Jean Malardier） - 第2小隊長 ガストン・ボムガルトネ武装連隊付上級士官候補生（W-StdObJu. Gaston Baumgartner） - 補佐 ローラント・フェルファイリー武装曹長（W-Oscha. Roland Verfaillie）※ フラマン人 - （第3小隊長 ジャック・シャヴァン武装連隊付上級士官候補生(W-StdObJu. Jacques Chavant)）※ ※ フランスSS突撃大隊第3中隊第3小隊は「シャルルマーニュ」師団の駐屯地カルピン（Carpin）からベルリンへ進む途中で輸送車輌が故障し、行軍を断念してカルピンへ引き返した（ベルリン市街戦に参加できなかった）。 |

隊員
- ピルザン武装連隊付上級士官候補生（W-StdObJu. Pilsin）
- ギイ・デデュー武装連隊付士官候補生（W-StdJu. Guy Dedieu）
- ナルシス・デデュー武装曹長（W-Oscha. Narcisse Dedieu）
- グザヴィエ・アラン武装伍長（W-Uscha. Xavier Allain）
- ドラルー武装伍長（W-Uscha. Delarue）
- フランソワ・ド・ラニュリアンSS義勇伍長（SS-Frw. Uscha. François de Lannurien）（第?小隊第?分隊長）[注 10]
- カロン武装兵長（W-Rttf. Caron）
- ジャック・エヴラルSS義勇兵長（SS-Frw. Rttf. Jacques Evrard）（主計(元衛生兵)）※ 5月1日夜～2日未明のベルリン脱出時は戦術学校指揮官ヴィルヘルム・ヴェーバーSS中尉に同行
- バルフィーユ武装上等兵（W-Strmm. Barfeuille）（第1小隊第2分隊所属）
- ジョゼフ・ティリエ武装二等兵（W-Gren. Joseph Tillier）
- アルボネル（Arbonnel）
- ロスフェルダー（Rosfelder）※ アルザス人[23]
- その他

#### 第4中隊（4èmecompagnie）
| 中隊長 ジャン・オリヴィエSS義勇曹長（SS-Frw. Oscha. Jean Ollivier） - 補佐 (ex.) セルジュ・プロトポポフ武装連隊付士官候補生（W-StdJu. Serge Protopopoff）※ 在仏白系ロシア人2世（ロシア帝国最後の内務大臣アレクサンドル・プロトポポフの孫） - 第1小隊長 フィーゼルブラン武装伍長（W-Uscha. Fieselbrand） - 第2小隊長 ベリエ武装連隊付士官候補生（W-StdJu. Bellier） - 第3小隊長 ポール・ソヴァージョ武装伍長（W-Uscha. Paul Sauvageot） |

隊員
- ルロア武装伍長（W-Uscha. Leroy）
- ガストン・クーロンSS義勇上等兵（SS-Frw. Strmm. Gaston Coulomb）
- その他

#### 戦術学校（Kampfschule）
| 指揮官 ヴィルヘルム・ヴェーバーSS中尉（SS-Ostuf. Wilhelm Weber） - 先任曹長 クラインSS曹長（SS-Oscha. Klein）※ ルクセンブルク人 - 第1小隊長 ピエール・ブスケSS義勇曹長（SS-Frw. Oscha. Pierre Bousquet） - 第2小隊長 ジャン・エメ＝ブランSS義勇伍長（SS-Frw. Uscha. Jean Aimé-Blanc） - 第3小隊長 ジェラール・フォントネーSS義勇伍長（SS-Frw. Uscha. Gérard Fontenay） |

隊員
- フランソワ・アポロ武装曹長（W-Oscha. François Appolot）（第2分隊長）
- ジュール・ブーコーSS義勇伍長（SS-Frw. Uscha. Jules Boucaud）
- ロベール・ヴァサールSS義勇伍長（SS-Frw. Uscha. Robert Vassard）
- ウジェーヌ・ヴォロ武装伍長（W-Uscha. Eugène Vaulot）（第6分隊長）
- ルイ・ラヴェスト武装上等兵（W-Strmm. Louis Lavest）
- クロード武装二等兵（W-Gren. Claude）
- ピエール・ペルッシ武装二等兵（W-Gren. Pierre Pellucci）
- その他

#### 所属不明の隊員（Affectation inconnue）
| 将校 - エメ・ベルトーSS義勇少尉（SS-Frw. Ustuf. Aimé Berthaud）※ 一説によると戦術学校所属 - ロジェ・デュジェネ武装少尉（W-Ustuf. Roger Dugenest） 士官候補生 - ベルタン武装連隊付上級士官候補生（W-StdObJu. Bertand） - ブロックSS連隊付上級士官候補生（SS-StdObJu. Block） - コステ武装連隊付上級士官候補生（W-StdObJu. Coste） - モーリス・ギャラボス武装連隊付上級士官候補生（W-StdObJu. Maurice Garrabos） - ジャン・ド・ラカーズ武装連隊付上級士官候補生（W-StdObJu. Jean de Lacaze）※ 第1中隊第2小隊長マクシム・ド・ラカーズの兄弟 - ミシェル・ルブラン武装連隊付上級士官候補生（W-StdObJu. Michel Lebrun） - ピエール・メッセ武装連隊付上級士官候補生（W-StdObJu. Pierre Maisse） - ピフェトー武装連隊付上級士官候補生（W-StdObJu. Piffeteau） - レイモン・プポン武装連隊付上級士官候補生（W-StdObJu. Raymond Poupon） - ボネ武装連隊付士官候補生（W-StdJu. Bonnet） - ジャン＝ルイ・ド・ブージュ武装連隊付士官候補生（W-StdJu. Jean-Louis de Bouge）※ 本名不明 - マリウス・ヴェレ武装連隊付士官候補生（W-StdJu. Marius Velet） - ダニエル・ヴォアテュリエ武装連隊付士官候補生（W-StdJu. Daniel Voiturier） - ジョルジュ・ヴォアテュリエ武装連隊付士官候補生（W-StdJu. Georges Voituriez） 下士官・兵 - ルドルフ・ローゼンクランツSS曹長（SS-Oscha. Rudolf Rosenkranz） - エルネスト・ギャリノン武装伍長（W-Uscha. Ernest Galinon） - リオネル・ジャックSS義勇伍長（SS-Frw. Uscha. Lionel Jacques） - モーリス・マンフレディSS義勇伍長（SS-Frw. Uscha. Maurice Manfredi）※ 参加？ - アンドレ・ブルロー武装上等兵（W-Strmm. André Bourreau） - ポール・オーバン武装二等兵（W-Gren. Paul Aubin） - オードリィ武装二等兵（W-Gren. Audry） - ブラエ武装二等兵（W-Gren. Blaes） - ジャン＝クロード・ドラージュSS義勇二等兵（SS-Frw. Schütze Jean-Claude Delage） - シェヴァリエ（Chevalier） - デュショ（Duchot） - フュネル（Funel） - ジョルジュ・ジェラン（Georges Gelin） - ジョルジュ・ジアナ（Georges Giana）※ 5月2日のベルリン脱出時は大隊長アンリ・フネSS義勇大尉のグループに同行 - マズエ（Mazoué）※ ソルボンヌ大学教授の息子 |

#### その他
- フランスSS突撃大隊の将兵のうち、200名以上が氏名・階級・所属・役職のいずれも不明。
- フランスSS突撃大隊がベルリンへ出発する際に「シャルルマーニュ」師団従軍司祭長のモンシニョール ジャン・ド・マヨール・ド・リュペ武装少佐（W-Stubaf. Mgr. Jean de Mayol de Lupé）も大隊に参加したとする記述[26]は誤り。実際にはド・リュペ司祭はフランスSS突撃大隊に参加していなかった[注 13]。

## フランスSS突撃大隊将兵の個人戦車撃破数
| 氏名・階級                                                                  | 所属・役職                   | 個人戦車撃破数 | ベルリン市街戦で受章した勲章 | ベルリン市街戦終了時の生死 |
| --------------------------------------------------------------------------- | ---------------------------- | -------------- | ---------------------------- | --- |
| ウジェーヌ・ヴォロ武装伍長 W-Uscha. Eugène Vaulot                           | 戦術学校 第6分隊長           | 8              | 騎士鉄十字章 Ritterkreuz     | 死亡 （5月2日明け方、ベルリン脱出戦で赤軍狙撃兵に撃たれて戦死）                                                                    |
| ヴィルヘルム・ヴェーバーSS中尉 SS-Ostuf. Wilhelm Weber                      | 戦術学校指揮官               | 8 (13)         | 騎士鉄十字章 Ritterkreuz     | 生存 （4月29日に負傷するも、5月2日に赤軍の包囲網を突破してベルリン脱出に成功）                                                     |
| フランソワ・アポロ武装曹長 W-Oscha. François Appolot                        | 戦術学校 第2分隊長           | 6 (5)          | 騎士鉄十字章 Ritterkreuz     | 生存 （5月2日明け方、ベルリン脱出戦で赤軍の包囲網を突破できず、後にブランデンブルク門付近の建物の地下室で赤軍の捕虜）              |
| アンリ・フネSS義勇大尉 SS-Frw. Hstuf. Henri Fenet                           | 大隊長                       | 5              | 騎士鉄十字章 Ritterkreuz     | 生存 （5月2日午後3時頃、ポツダム広場付近のベルリン地下鉄駅構内で赤軍の捕虜）                                                       |
| セルジュ・プロトポポフ武装連隊付士官候補生 W-StdJu. Serge Protopopoff       | 第4中隊長補佐 （中隊長代行） | 5              | 一級鉄十字章（追贈） EK 1    | 死亡 （5月1日朝、赤軍の迫撃砲攻撃を受けて戦死）                                                                                    |
| ジュール・ブーコーSS義勇伍長 SS-Frw. Uscha. Jules Boucaud                   | 戦術学校                     | 4              | 一級鉄十字章 EK 1            | ？ |
| クロード武装二等兵 W-Gren. Claude                                           | 戦術学校                     | 4              | 一級鉄十字章 EK 1            | 生存 （ただし、3輌目の敵戦車を攻撃中に脚と腕を負傷）                                                                               |
| ロジェ・アルベール＝ブリュネSS義勇伍長 SS-Frw. Uscha. Roger Albert-Brunet   | 大隊本部                     | 4              | 一級鉄十字章 EK 1            | 死亡 （5月2日午後3時過ぎ、捕虜となった後の移送中に赤軍兵によって射殺）                                                             |
| フランソワ・ド・ラニュリアンSS義勇伍長 SS-Frw. Uscha. François de Lannurien | 第3中隊 分隊長               | 3              | 一級鉄十字章 EK 1            | 生存 （5月1日午後、崩れた壁の下敷きになって負傷し、ベルリン地下鉄シュタットミッテ駅にある救護所へ搬送）                            |
| オードリィ武装二等兵 W-Gren. Audry                                          | ？                           | 3 (2)          | 一級鉄十字章 EK 1            | 死亡 （4月29日午後、4輌目(3輌目)の敵戦車を攻撃中に重傷を負い、ベルリン地下鉄シュタットミッテ駅にある救護所へ搬送される途中で死亡） |
| ピエール・ロスタン武装上級曹長 W-Hscha. Pierre Rostaing                     | 第3中隊長                    | 1              | 一級鉄十字章 EK 1            | 生存 （5月2日夜、ポツダム広場付近で赤軍の捕虜）                                                                                    |
| ジャック・ロンジエ武装二等兵 W-Gren. Jacques Ronzier                        | 第2中隊                      | 1              | ？                           | ？ |
| ベルナール・フォーデ武装伍長 W-Uscha. Bernard Fodé                          | 第2中隊 第3小隊分隊長        | 1              | ？                           | 生存 （4月26日のノイケルンの戦いで敵中に孤立し、赤軍の捕虜）                                                                       |
| ジャン＝フランソワ・ラプロー武装伍長 W-Uscha. Jean-François Laplaud         | 第2中隊 第3小隊              | 1              | ？                           | 生存 （4月26日のノイケルンの戦いで敵中に孤立し、民間人に変装してベルリン市街脱出）                                                 |
| ブラエ武装二等兵 W-Gren. Blaes                                              | ？                           | 1              | ？                           | 死亡 （1輌目の敵戦車を撃破後、間もなく戦死）                                                                                       |
| ポール・オーバン武装二等兵 W-Gren. Paul Aubin                               | ？                           | 1              | ？                           | 生存 （詳細不明） |

## フランス人以外の将兵
ベルリン市街戦に参加した武装親衛隊フランス人義勇兵部隊として知られるフランスSS突撃大隊であるが、大隊には少数ながら何名かのフランス以外の外国籍の隊員が所属していた。
ドイツ人
| ヴィルヘルム・ヴェーバーSS中尉（SS-Ostuf. Wilhelm Weber）：戦術学校指揮官 1918年3月19日、ドイツ国（帝政ドイツ）プロイセン王国ヴェストファーレン・ピヴィッツハイデ（Pivitsheide）生まれ。 1937年に親衛隊特務部隊（後の武装親衛隊）へ志願入隊し、1939年9月のポーランド侵攻、1940年5月～6月の西方戦役、1941年6月のソビエト連邦侵攻作戦「バルバロッサ」、その後の東部戦線で活躍した実績を持つベテランのドイツ人将校。1944年秋、グスタフ・クルケンベルクSS少将に抜擢されて第5SS装甲師団「ヴィーキング」第9SS装甲擲弾兵連隊「ゲルマニア」からSS所属武装擲弾兵旅団「シャルルマーニュ」へ転属した。 1945年2月末のポメラニア戦線では「シャルルマーニュ」師団司令部直属エリート歩兵中隊「名誉中隊」（Compagnie d'Honneur）を指揮して奮戦し、パンツァーファウストを用いた近接戦闘で赤軍戦車を多数撃破。1945年4月末のベルリン市街戦では「戦術学校」（Kampfschule）指揮官として単独で敵戦車8輌（もしくは13輌）を撃破し、1945年4月29日付でベルリン「Z」地区（官庁街）防衛司令官ヴィルヘルム・モーンケSS少将から騎士鉄十字章※を授与された。 ※ ただし、独ソ戦末期の混乱状態が原因でヴェーバーの騎士鉄十字章公式勲記（受章証書）はドイツ連邦公文書館に保存されていない。 ヴィルヘルム・ヴェーバーSS中尉（「シャルルマーニュ」師団に勤務したドイツ人将兵の中で唯一の騎士鉄十字章受章者）はベルリン市街戦を生き延びて終戦を迎え、1980年3月2日に西ドイツのヘッセン州ベンスハイム（Bensheim）で死去した。 |

| ハンス＝ヨアヒム・フォン・ヴァレンロートSS中尉（SS-Ostuf. Hans-Joachim von Wallenrodt）：フランスSS突撃大隊副官 1914年8月27日、ドイツ国（帝政ドイツ）プロイセン王国ハノーファー（Hannover）生まれ。ポメラニア戦線敗退後の「シャルルマーニュ」師団（連隊）フランスSS部隊査察部の情報参謀（Ic）を務めていたドイツ人SS中尉。 ベルリン市街戦におけるアンリ・フネSS義勇大尉の副官（市街戦中は戦車破壊班1個、またはフネが不在の間のフランスSS突撃大隊の指揮を執るなどして活躍し、1945年4月29日付で一級鉄十字章を受章した）。 ベルリン守備隊が赤軍に降伏した1945年5月2日、フォン・ヴァレンロートSS中尉は大隊長アンリ・フネのグループの一員としてベルリン脱出およびドイツ第12軍との合流を試みて移動していたが、同日午後3時頃にフネのグループ全員と共にポツダム広場付近のベルリン地下鉄の構内で赤軍部隊に発見され、捕虜となった。 その後、フォン・ヴァレンロートが生きて帰ってくることは無かった（フォン・ヴァレンロートの遺族は、彼はソビエト連邦領内の収容所で死亡した※と推測している）。 ※ Grégory Bouysseの著書では、ハンス＝ヨアヒム・フォン・ヴァレンロートSS中尉は1945年5月2日にベルリンで死亡したとされている。 |

| ブロックSS連隊付上級士官候補生（SS-StdObJu. Block）：フランスSS突撃大隊のドイツ人士官候補生 生年月日・生誕地不明の武装親衛隊ドイツ人士官候補生。フランスSS突撃大隊の一員としてベルリン市街戦に参加し、4月29日の戦闘で死亡した。 |

| ルドルフ・ローゼンクランツSS曹長（SS-Oscha. Rudolf Rosenkranz）：フランスSS突撃大隊のドイツ人曹長 ドレスデン（Dresden）出身（生年月日は不明）。独ソ戦の当初はドイツ陸軍反共フランス義勇軍団（LVF：ドイツ陸軍第638歩兵連隊）本部のドイツ人連絡員として勤務していた国防軍兵士であり、1944年9月1日、再編成に伴って反共フランス義勇軍団のフランス人将兵と共に武装親衛隊へ移籍。正確な日付は不明であるがSS曹長（SS-Oberscharführer）に任官した。 「シャルルマーニュ」旅団/師団配属後もドイツ人将兵の1人として勤務を続け、1945年4月末のベルリン市街戦にフランスSS突撃大隊の一員として参加した。その後の消息は不明。 |

| フィンクSS伍長（SS-Uscha. Fink）：フランスSS突撃大隊本部ドイツ人書記官 アルザス出身（生年月日は不明）のドイツ人SS伍長。偽名は「フィンクラー」（Finkler）。ポメラニア戦線撤退後、カルピン（Carpin）で再編成中の「シャルルマーニュ」師団司令部（1945年3月中旬～4月）で書記官を務めていた。 1945年4月末のベルリン市街戦にフランスSS突撃大隊本部書記官として参加。しかし、フィンクはその事務的な役割よりも武器をとって戦闘に参加することを望んでおり、1945年4月26日のノイケルンの戦いの際には近くにいたヒトラーユーゲントの少年を捕まえて自身の職務（前線より比較的安全な大隊本部書記の仕事）を押し付け、フィンク本人は最前線で同僚クラウデ・カパルト武装伍長（W-Uscha. Claude Capard）と連携して赤軍部隊の進撃を阻止した。 ベルリン守備隊が赤軍に降伏した1945年5月2日、フィンクは大隊長アンリ・フネSS義勇大尉のグループの一員としてベルリン脱出およびドイツ第12軍との合流を試みて移動していたが、ポツダム広場付近のベルリン地下鉄の構内で赤軍部隊に発見され、フネのグループの潜伏地点から約10メートル離れた場所で赤軍兵に捕縛された。潜伏中のフネのグループが赤軍兵に発見される前に、フィンクは先に捕まった他の捕虜たちと共に地上へ連行されていった（その後の消息は不明）。 |

| マックス・ヴァルターSS伍長（SS-Uscha. Max Walter）：フランスSS突撃大隊本部の通訳 生年月日・生誕地不明。フランスSS突撃大隊本部でドイツ語とフランス語の通訳を務めていたドイツ人SS伍長。1945年4月末のベルリン市街戦中は大隊長アンリ・フネSS義勇大尉や「ノルトラント」師団長グスタフ・クルケンベルクSS少将に随伴。市街戦で重傷を負い、戦後の1945年9月15日にベルリン市内のハレ（Halle）病院で死亡した。 |

ルクセンブルク人
| クラインSS曹長（SS-Oscha. Klein）：戦術学校先任曹長 ルクセンブルク国籍を持つSS曹長。「シャルルマーニュ」旅団訓練期間中にヴィルヘルム・ヴェーバーSS中尉に選ばれて「名誉中隊」（Compagnie d'Honneur）の中隊先任曹長（Spieß）に就任し、1945年4月末のベルリン市街戦にも「戦術学校」（旧称：名誉中隊）の先任曹長として参加した。その後の消息は不明。 |

フラマン人（ベルギー王国フランデレン地域出身者）
| ローラント・フェルファイリー武装曹長（W-Oscha. Roland Verfaillie）：第3中隊第2小隊長補佐 1922年7月18日、ベルギー王国フランデレン地域イーペル（Ieper / Ypres）生まれ。偽名は「ファンデルファイレ」（Vanderfaille）。独ソ戦でドイツ国防軍や武装親衛隊に所属した外国人義勇兵の中で、1941年末のモスクワの戦いと1945年4月末のベルリンの戦いの両方に参加した経験を持つ非常に珍しい人物（おそらくフラマン人義勇兵としては唯一の事例）。 1941年、フランス国籍の取得を目的としてドイツ陸軍反共フランス義勇軍団（LVF）に志願。フェルファイリーは当時のフランスのいくつかの親独的ファシズム政党のいずれにも所属していなかったものの、高い知力と屈強な体格（身長182cm）の持ち主であることから入隊審査を難なく通過（第245番目の義勇兵として入隊）。反共フランス義勇軍団（ドイツ陸軍第638歩兵連隊）第Ⅰ大隊本部通信小隊の一員として1941年末のモスクワの戦いを経験した後、1942年の時点では第Ⅰ大隊第2中隊の一員として白ロシアで対パルチザン戦に従事した。 1944年9月、再編成に伴って武装親衛隊へ移籍。後に第33SS所属武装擲弾兵師団「シャルルマーニュ」第58SS所属武装擲弾兵連隊本部の通信小隊に所属した。 1945年4月末のベルリン市街戦ではフランスSS突撃大隊第3中隊第2小隊長ガストン・ボムガルトネ武装連隊付上級士官候補生（W-StdObJu. Gaston Baumgartner）の補佐を務めたが、4月26日のノイケルンの戦いで敵狙撃兵に足首を撃ち抜かれて負傷した。 戦後、ローラント・フェルファイリーはベルリン市街戦で生き残っていた少数のフランス人義勇兵たちと同様にフランスへ身柄を送還され、裁判にかけられた。その後の消息は不明。 |

| クラウデ・カパルト武装伍長（W-Uscha. Claude Capard）：フランスSS突撃大隊本部書記官 1927年生まれのフラマン人（生誕地は不明。ベルリン市街戦当時の年齢は18歳）。偽名は「カパン」（Capand）、「カプ」（Cap）、「カパール」（Cappard）、「カパー」（Kapar）。体格は小柄。 ベルリン市街戦でフランスSS突撃大隊本部書記官を務めていたが、その事務的な役割よりも武器をとって戦闘に参加する方を好み、4月26日のノイケルンの戦いではMG42機関銃手の1人として活躍。赤軍がフランスSS突撃大隊の火点（機関銃陣地）を潰そうとする度に素早く位置を変更して応戦し、同僚フィンクSS伍長（SS-Uscha. Fink）と連携して26日午後7時まで赤軍部隊の進撃を防ぎきり、4月27日付で二級鉄十字章を受章した。 1945年5月2日夜、フランスSS突撃大隊第3中隊長ピエール・ロスタン武装上級曹長のグループと共にポツダム広場付近で赤軍の捕虜となった。捕虜を射殺するために赤軍兵が捕虜一同を壁の前に立たせた時、カパルトはそれまでの勇気を失って泣き出したが、酒に酔った赤軍将校が赤軍兵を追い払って処刑を中止させたため土壇場で助かり、生きて終戦を迎えた。その後の消息は不明。 |

（元）ロシア人
| (→ ) セルジュ・プロトポポフ武装連隊付士官候補生（W-StdJu. Serge Protopopoff）：フランスSS突撃大隊第4中隊長補佐（後に中隊長代行） （生年月日不明。推定出生年は1920年代前半）フランス共和国の首都パリ生まれのロシア人（両親はロシア革命でフランスに亡命した白系ロシア貴族）で、フランスに帰化。祖父はロシア帝国最後の内務大臣アレクサンドル・プロトポポフ（Александр Протопопов / Alexandre Protopopov）。 フランス民兵団、ドイツ陸軍反共フランス義勇軍団（LVF）を経て1944年9月1日付で武装親衛隊へ移籍。1945年4月末のベルリン市街戦にはフランスSS突撃大隊第4中隊長補佐として参加し、中隊長ジャン・オリヴィエSS義勇曹長（SS-Frw. Oscha. Jean Ollivier）の負傷後は第4中隊長代行として活躍。市街戦中に赤軍戦車を5輌撃破し、赤軍砲兵観測機を1機撃墜した。 1945年5月1日朝、フランスSS突撃大隊第3中隊長ピエール・ロスタン武装上級曹長との会話中に飛来した赤軍の迫撃砲弾によって死亡。市街戦中に敵戦車5輌を撃破していた功績を讃えられ、プロトポポフは戦死後に一級鉄十字章を追贈された。 |

## フランスSS突撃大隊の装備

### 武器・兵器

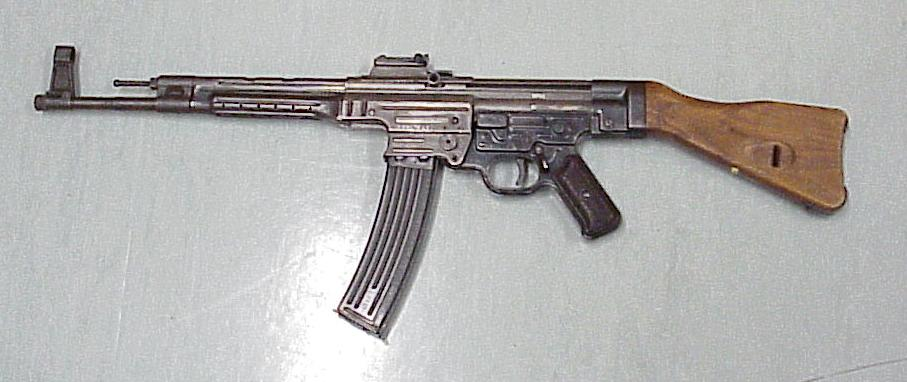
StG44

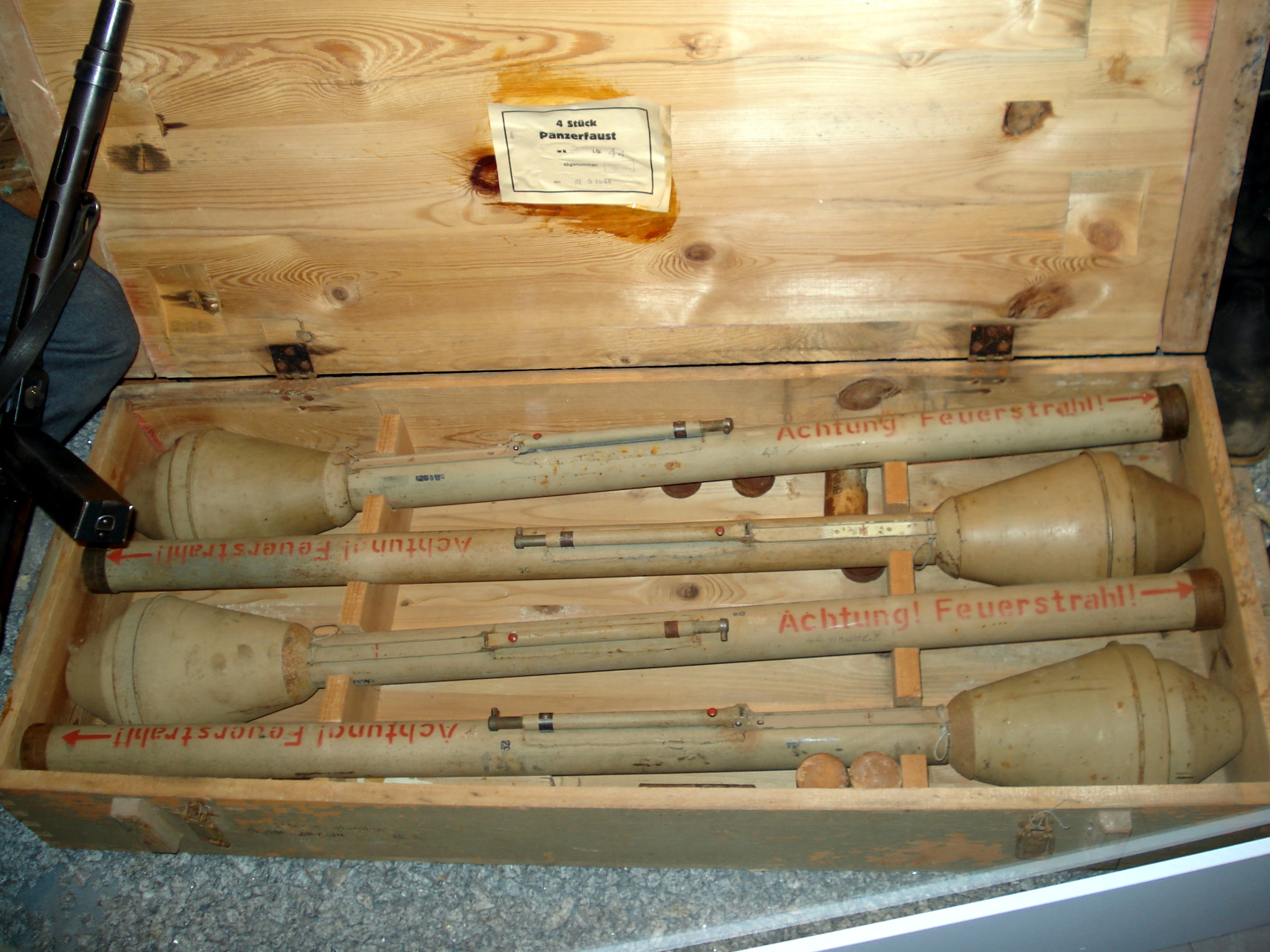
パンツァーファウスト

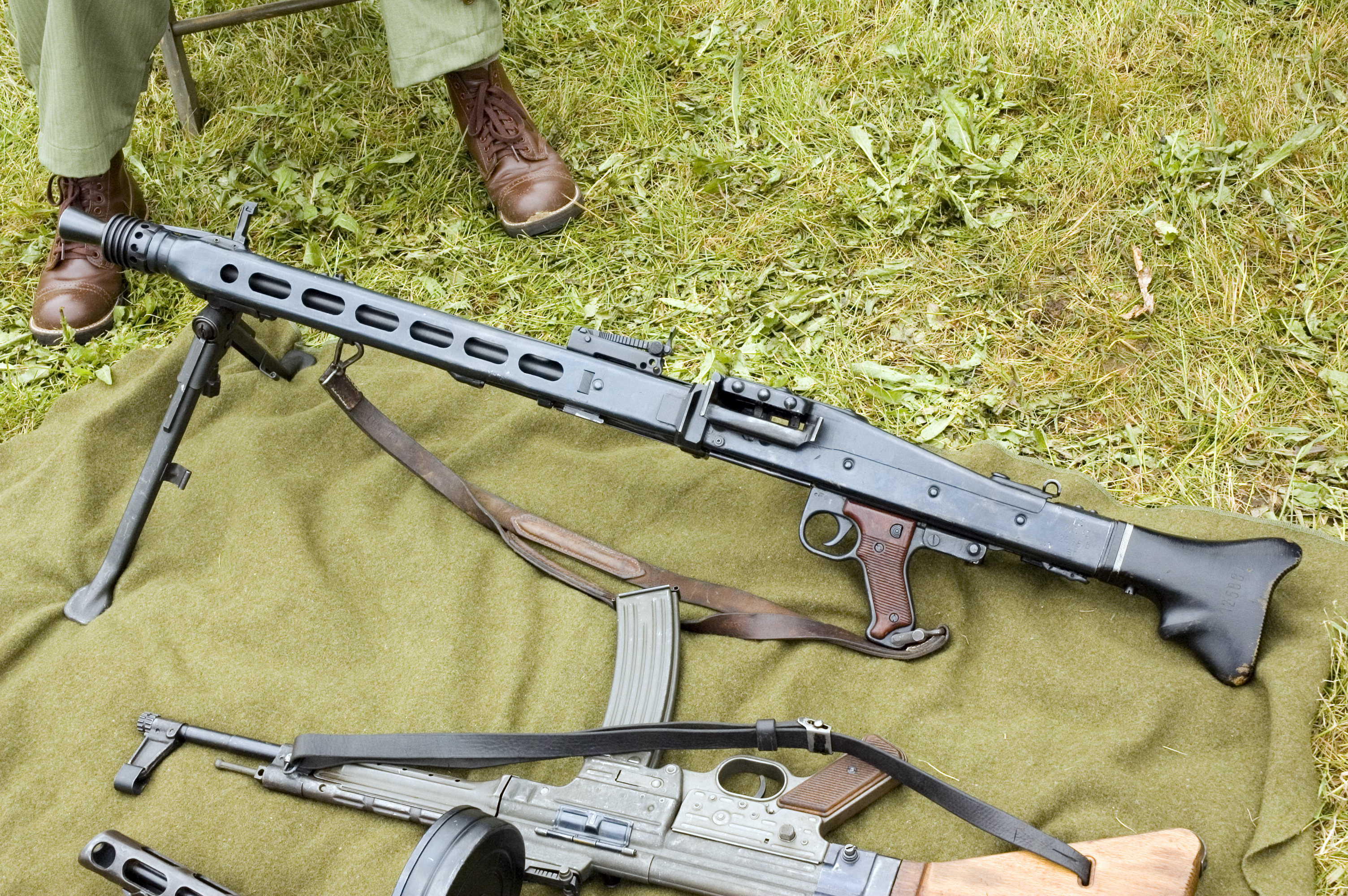
MG42機関銃

- StG44（突撃銃）

　元第57SS大隊（大隊本部、第1、第2、第4中隊）の将兵はほぼ全員が装備。ただし、第3中隊（元第58SS大隊第6中隊）の将兵でStG44を与えられた者は中隊全体の約3分の1の将兵のみであった。なお、戦術学校の将兵がどの程度StG44を装備していたかは不明。

- パンツァーファウスト

　ベルリン市街戦におけるフランス人義勇兵の主要武器の1つ。

- MG42機関銃

　各中隊の分隊は少なくとも1挺のMG42機関銃を装備していた（何個かの分隊は2挺装備）。

　4月27日、第4中隊長代行セルジュ・プロトポポフ武装連隊付士官候補生は低速で飛来した赤軍砲兵観測機1機をMG42で撃墜した。また、彼は4月28日～29日の間にはベルリン・ミッテ区のゲンダルメンマルクト（ジェンダルメンマルクト）（Gendarmenmarkt）にあるフランス大聖堂（Französischer Dom）を前線の監視所・MG42機関銃陣地として使用した。

- M24型柄付手榴弾およびM39卵型手榴弾

　4月28日、大隊の志願者がベルリン市街の建物の屋上で敵狙撃兵狩りを実施した際に使用。狙撃兵狩りに志願した大隊本部のロジェ・ロベルティSS義勇伍長によると、彼は「卵型手榴弾をポケットに詰め込み、柄付手榴弾を上着のボタン部分に吊り下げ、ベルトにも差し込んでいた」という。

なお、フランスSS突撃大隊は戦車、対戦車砲、榴弾砲、迫撃砲といった重装備を所有していなかった（にもかかわらず、ベルリン市街戦で赤軍戦車を50輌以上撃破した）。

## その他
- フランスSS突撃大隊（活動期間：1945年4月24日～5月2日）を撮影した写真は確認されていない[注 17]。

## 文献

### フランスSS突撃大隊の将兵が著した回顧録
フランス語
- Henri Fenet « Die letzte Runde : Franzosen kämpfen um Berlin »（Unofficial Manuscripts ; Typescript, 1952）
- Henri Fenet « A Berlin Jusqu'au Bout »（« Historia » #32 掲載）
- Pierre Rostaing « Le prix d'un serment : Le soldat français le plus décoré de l'armée allemande »
  - La Table Ronde, 1975.（初版）ISBN 978-2-7103159-1-9
  - réédition : Irminsul, 2002.（2002年度新装改訂版）
  - réédition : Editions du Paillon, 2008.（2008年度新装改訂版）ISBN 978-2-9531445-0-5
- Jean Malardier « Combats pour l'Honneur : Bataillon d'assaut Charlemagne : 24 avril - 2 mai 1945 : mémento, souvenirs et réflexions d'un ancien Waffen-SS de la division Charlemagne... »（Éditions de l'Homme Libre, 2007）ISBN 978-2-9121045-3-3
- François de Lannurien « Le sublime et la mort »（Éditions de l'Homme Libre, 2009）ISBN 978-2-912104-72-4
- Louis Levast « Le soleil se couchait à l'est »（Éditions de l'Homme Libre, 2008）

### フランスSS突撃大隊に関する文献
英語
- Robert Forbes « FOR EUROPE : The French Volunteers of the Waffen-SS » U.K. : Helion & Company, 2006. ISBN 1-874622-68-X
- Richard Landwehr « French Volunteers of the Waffen-SS » United States of America : Siegrunen Publications / Merriam Press, 2006. ISBN 1-57638-275-3
- Tony Le Tissier « SS-Charlemagne : The 33rd Waffen-Grenadier Division of the SS » Great Britain : Pen & Sword, 2010. ISBN 978-1-84884-231-1
- Wilhelm Tieke « BETWEEN THE ODER AND THE ELBE : The Battle for Berlin 1945 » Canada : J.J. Fedorowicz, 2013. ISBN 978-1-927332-03-0

 ドイツ語
- Ernst-Günther Krätschmer « Die Ritterkreuzträger der Waffen-SS »
  - Coburg, Deutschland : NATION EUROPA VERLAG, 2003. ISBN 3-920677-43-9 ※第5版
  - Gedruckt, Österreich : Edition Zeitgeschichte, 2012. ISBN 978-3-942145-14-5 ※第6版（2012年度改訂版）
- Hans Werner Neulen « An deutscher Seite : Internationale Freiwillige von Wehrmacht und Waffen-SS » München, deutschland : Universitas Verlag, 1985. ISBN 3-8004-1069-9

 フランス語
- Jean Mabire « Mourir à Berlin » réédition : Grancher, 1995. ISBN 978-2-7339-1149-5
- Georges Bernage « BERLIN 1945 - L'agonie du Reich » HEIMDAL, 2010. ISBN 978-2-84048-262-8
- Grégory Bouysse « Waffen-SS Français volume 1 : officiers » lulu, 2011. ISBN 978-1-4475-9358-4
- Grégory Bouysse « Waffen-SS Français volume 2 » lulu, 2011. ISBN 978-1-4709-2911-4
- Grégory Bouysse « Légion des Volontaires Français, Bezen Perrot & Brigade  Nord-Africaine » lulu, 2012.

 イタリア語
- Massimiliano Afiero « Ritterkreuz » anno 2 numero 11 - Settembre 2010

 日本語
- アントニー・ビーヴァー（著）, Antony Beevor（原著）, 川上 洸（訳） 『ベルリン陥落 1945』（白水社、2004年） ISBN 4-560-02600-9
- ヴィル・フェイ（著）, Will Fey（原著）, 梅本弘（翻訳） 『SS戦車隊・下』（大日本絵画、1994年） ISBN 4-499-22630-9